# Filipo Levi
Pas d'image ? Cliquez ici

a Compétitions nationales et continentales officielles uniquement.

b Matchs officiels uniquement.
Dernière mise à jour le 4 novembre 2021.
 Filipo H. Lavea Levi est né le 6 septembre 1979 à Huntly (Nouvelle-Zélande). C’est un joueur de rugby à XV, qui évolue au poste de deuxième ligne. International samoan à 25 reprises entre 2007 et 2011, il représente également les Pacific Islanders à cinq reprises entre 2004-2008.

## Carrière
- 2000-2006 : Otago
- 2007-2009 : Ricoh Black Rams
- 2009 : Ospreys
- 2009-2011 : Newcastle Falcons
- 2011-2012 : Nottingham RFC
- 2011-2012 : Tasman

## Palmarès
- 25 sélections avec l'équipe des Samoa
- 5 sélections avec les Pacific Islanders